# Birgitta Söderström
Birgitta Söderström, född 12 juli 1956, är en svensk före detta fotbollsspelare och bandyspelare. Hon var med i det allra första svenska damlandslaget i fotboll, som spelade 0–0 mot Finland på Åland den 25 augusti 1973. Totalt spelade hon 36 A-landskamper för Sverige och gjorde 15 mål. På klubbnivå representerade hon IK Göta, Jakobsbergs GoIF och Sunnanå SK.
I bandyn representerade hon IK Göta och har tre SM-guld. Hon utsågs till "årets tjej" säsongen 1973/1974 och vann skytteligan 1976/1977.